# Maltepe (district)
Maltepe est l'un des 39 districts de la ville d'Istanbul, en Turquie.